# الشائس (جبلة)

تعديل مصدري - تعديل

الشائس هي إحدى قرى عزلة الثوابي بمديرية جبلة التابعة لمحافظة إب، بلغ تعداد سكانها 148 نسمة حسب تعداد اليمن لعام 2004.